# Monedele euro belgiene
Euro (simbol EUR sau €) este moneda comună pentru majoritatea țărilor europene, care fac parte din Uniunea Europeană. Moneda Euro are două fețe diferite, una comună (fața "europeană", arătând valoarea monedei) și una națională ce conține un desen ales de către statul membru UE în care este emisă moneda. Fiecare stat are unul sau mai multe desene proprii. 
Pentru imagini cu fața comună și descrieri detaliate ale monedelor, vezi Monede euro.
Monedele Euro belgiene au un desen unic pentru toate cele opt monede: portretul sau efigia Regelui Albert al II-lea al Belgiei și monograma sa. Desenul, făcut de Jan Alfons Keustermans mai cuprinde cele 12 stele ale UE și anul emisiunii.
| 0,01 € | 0,02 € | 0,05 € |
| ------ | ------ | --- |
|        |        | |
| 0,10 € | 0,20 € | 0,50 € |
|        |        | |
| 1,00 € | 2,00 € | Marginea monedei de 2 €                                                                                                 |
|        |        | Pe marginea monedei apare inscripția „2 * *”, repetată de șase ori, orientată alternativ de jos în sus și de sus în jos |